# Programozható logikai vezérlő

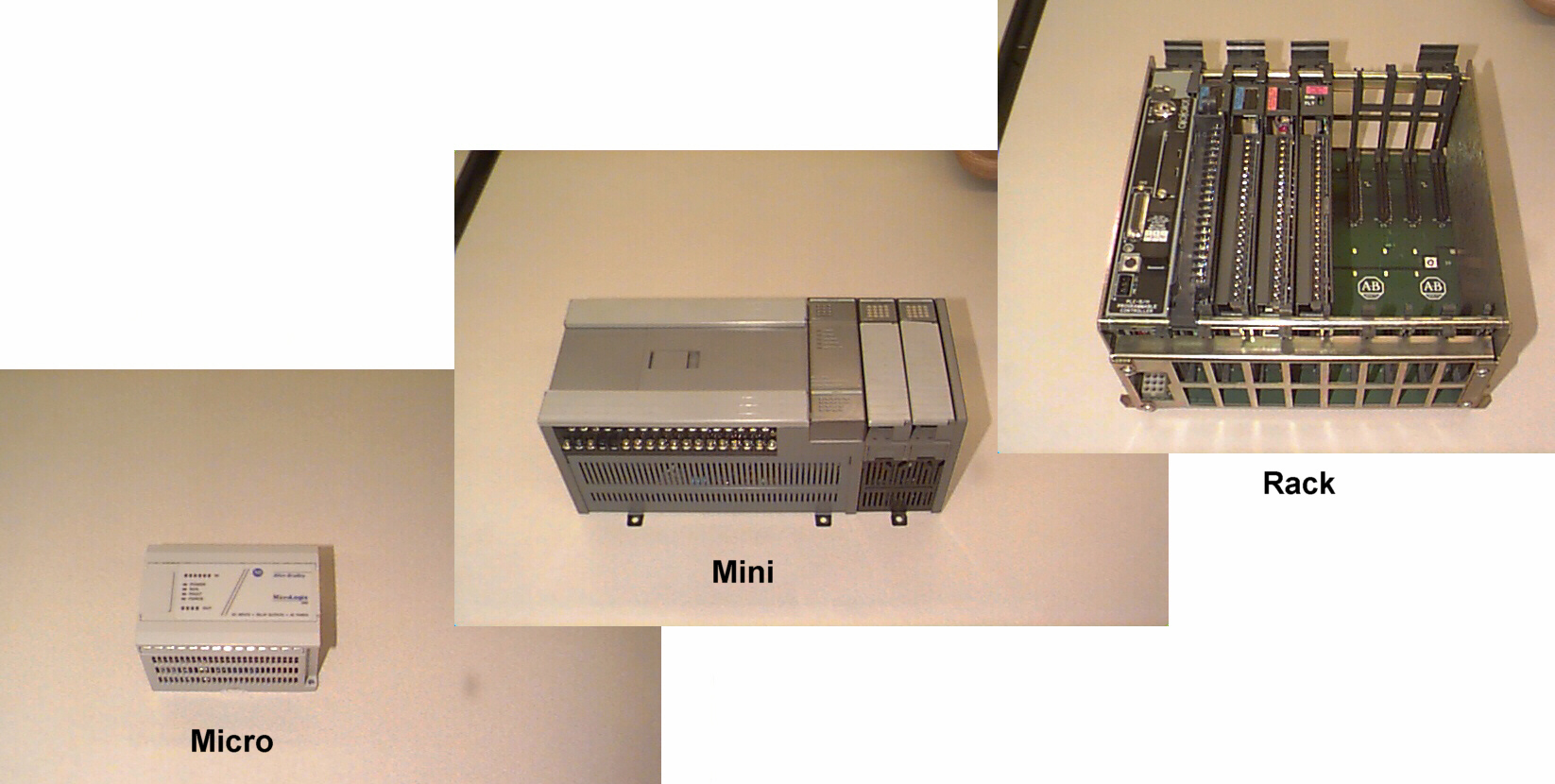
PLC sorozat különböző felhasználásokra

A programozható logikai vezérlő (PLC: programmable logic controller) az ipari szabályozástechnikában, a villamos, vagy villamosan működtetett folyamatok irányításában használt berendezés, nem számítógép. Értelem szerinti fordítás talán a programozható logikai egység lehetne.

## Alkalmazás
Bonyolult rendszerek (szerszámgépek, gyártósorok) működtetésénél több, gyakran önálló szabályozással is rendelkező egység munkájának összehangolása szükséges, amit régebben bonyolult logikai hálózattal oldottak meg, vagy relés, esetleg mechanikus reteszelőrendszert használtak. Ezek hátránya, hogy sok alkatrészből állnak, hibakeresésük bonyolult, esetleges később felmerülő igények esetén módosításuk nehézkes. A PLC szabványosított be- és kimenetei, valamint kompakt felépítése teszik lehetővé az egyszerű megépítést, az üzembiztos működést, és a program módosításával a működés későbbi megváltoztatását.
Nem csak a szerszámgépek, hanem más gépek automatizálása szempontjából fejlesztették ki PLC vezérlést. A PLC vezérlőegység közepes bonyolultságú munkafolyamatokat vezérel. A bemenő oldalon helyzetkapcsolókat, nyomógombokat; a kimenő oldalon tengelykapcsolókat, hidraulikus szelepeket, mágneskapcsolókat működtet. A vezérlőberendezés programozása egyszerű, lehet áramutas, Boole-algebrai írásmód és PLC programnyelv is. A fejlettebb berendezések időzítő és számláló, feltétel nélküli és feltételes ugróutasítások, szubrutinhívó utasítások, aritmetikai utasítások betáplálásával megközelítik egy folyamatirányító számítógép teljesítményét.

## Előnyök és hátrányok
Előnyei:
- szabványosított ki- és bemeneti interfészek (feszültség, áram)
- egyszerű és gyors programozhatóság (akár folyamatábra segítségével)
- univerzális használat
- összetett feladatok könnyű megvalósíthatósága
- ki- és bemenetek száma, és az eszköz tulajdonságai széles skálán mozognak
- kis méret, nagy üzemi hőmérséklet-tartomány
- a program módosítható akár a világ másik oldaláról is, ha az internet elérés biztosítva van
- megkönnyítheti a hibakeresést a nagyszámú vagy gyors működési folyamat egyszerű megfigyelésével

Hátrányai:
- villamos energia szükséglet (villamos hálózat kiépítése)
- az általa vezérelt (többnyire mechanikus) eszközökhöz szükségesek elektromos-mechanikai átalakító eszközök

## Jellemzői
Kialakítása a szélsőséges ipari körülményektől függő, de általában robusztus, zárt, szennyeződésre, hőmérsékletre és rázásra nem érzékeny kivitelű, szükség esetén saját szellőzéssel, hűtéssel.
 A hagyományos értelemben vett beviteli és megjelenítési funkciókkal nem rendelkezik. A bekapcsolt állapotot, esetleges hibát, valamint a bemenetek és kimenetek aktuális állapotát LED-ek jelezhetik. A működtető program megírása, általában PC-re telepített fejlesztőkörnyezetben lehetséges. A programot egy erre a célra szolgáló soros (RS232, RS485, USB esetleg Ethernet) interfészen keresztül lehet rá feltölteni.

Csatlakozások:
- Tápfeszültség
- Üzemi bemenetek

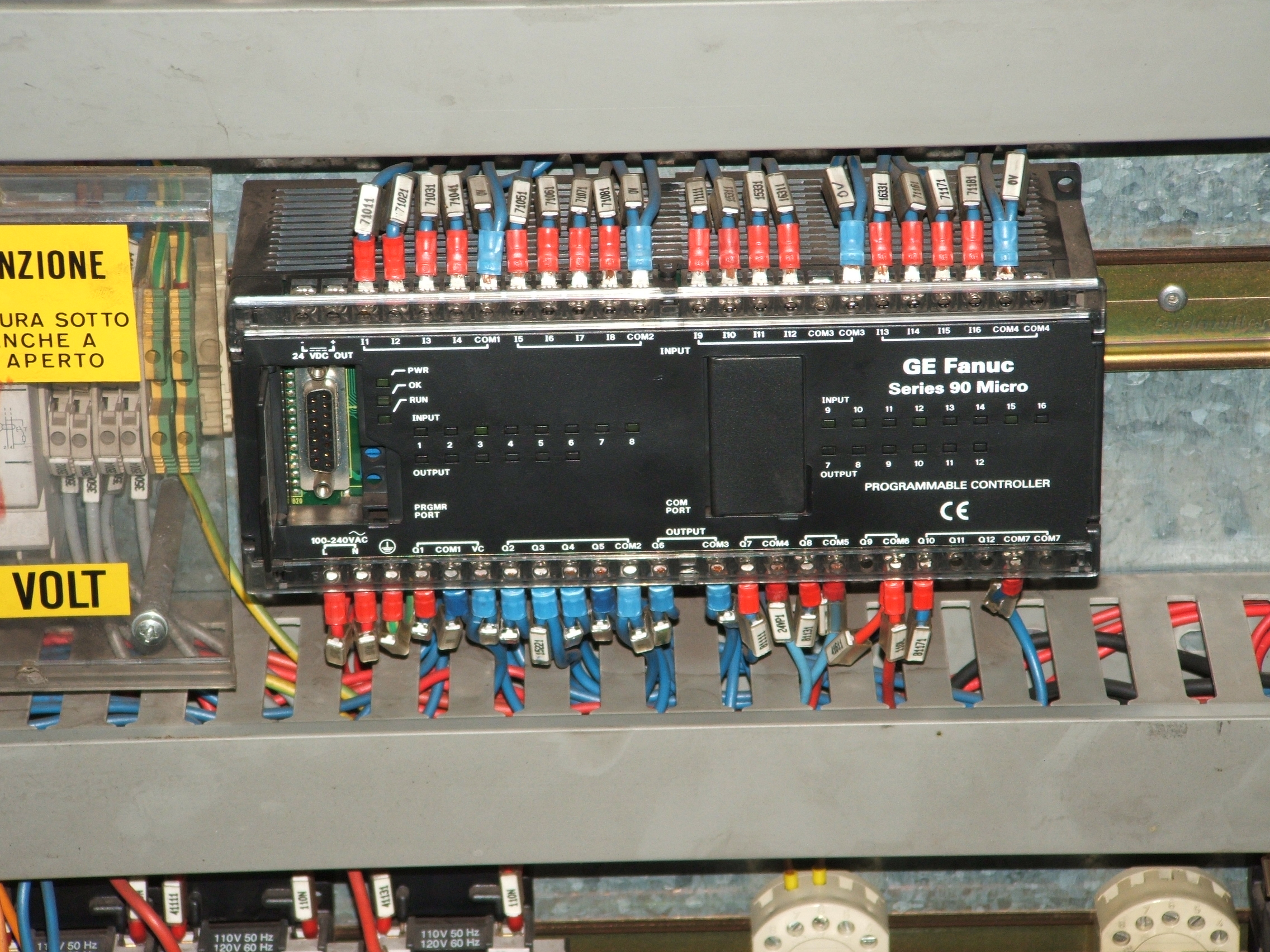
Hajtásvezérlőbe épített PLC

  - analóg (például helyzetérzékelő potenciométer, hőfokmérő, vagy tachogenerátor számára)
  - digitális
    - flag (aktuális üzemi jellemző, vagy reteszfeltétel figyelése)
    - számláló (mérőléc vagy enkóder jelének fogadására)
- Üzemi kimenetek
  - kapcsoló (tiltó és engedélyező jelek, más egységek felé)
  - speciális (például impulzuskimenet hajtásvezérlőhöz)
- Szervizcsatlakozó
- Bővítő csatlakozó (további be- vagy kimeneteket tartalmazó bővítőmodulok csatlakoztatására)

A be és a kimenetek túlterhelésvédelemmel (relés vagy optoelektronikus) is el lehetnek látva, az üzemzavarokból származó extrém bemenőjelekkel, vagy kimeneti terhelésekkel szemben.

## PLC programnyelvek
A programnyelveket az IEC 61131-3 szabvány írja le.
- Szöveges rendszerű nyelvek:
  - Strukturált programnyelv (ST)
  - Utasításlistás programnyelv (IL)
- Grafikus rendszerű nyelvek:
  - Létradiagram (LD)
  - Funkcióblokk (FB)
  - Sorrendi folyamatábra (SFC)

### A strukturált programozási nyelv (ST)
Fontosabb adattípusok:
- SINT
- INT
- DINT
- BOOL
- BYTE
- WORD
- DWORD

Feltételes elágazás: 

IF/THEN/ELSIF/ELSE/END_IF 